# Mycodiplosis insularis
Mycodiplosis insularis är en tvåvingeart som beskrevs av Ephraim Porter Felt 1913. Mycodiplosis insularis ingår i släktet Mycodiplosis och familjen gallmyggor.
Artens utbredningsområde är Puerto Rico. Inga underarter finns listade i Catalogue of Life.